# 꼬마 신랑 쿵 도령
《꼬마 신랑 쿵 도령》(영어: Little Groom Koong 리틀 그룸 쿵[*]; 중국어: 小新郎，空少爷)은 대한민국의 비앤비웍스스튜디오가 만화가 강모림의 만화 《소래골 진 도령》을 각색한 텔레비전 애니메이션 시리즈이다. 2016년에는 후속작인 《꼬마 어사 쿵 도령》이 방영했다.

## 방영 일시
| 방영 채널 | 방영 기간                  | 방영 시간                  | 비고 |
| --------- | -------------------------- | -------------------------- | ---- |
| KBS 2TV   | 2013년 3월 19일 ~ 9월 10일 | 화요일 오후 5시 ~ 5시 30분 | 1기  |
| KBS 2TV   | 2014년 3월 14일 ~ 9월 19일 | 금요일 오후 5시 ~ 5시 30분 | 2기  |

## 목소리 출연
- 안소이: 진금룡
- 정현경: 서연화
- 이종혁: 진 진사
- 기경옥: 고모
- 홍수정: 길순
- 남도형: 운쇠

## 제작진

### 1기
- 총감독 · 프로듀서: 장문심
- 감독: 오윤호
- 시나리오: 윤세희, 권민지
- 스토리 보드: 박해원, 신창섭, 강치근, 송유방
- 캐릭터 디자인: 오윤호, 오진영
- 배경: 오윤호, 원종필, 오진영
- 애니메이션: 이성진, 변지성, 홍진철, 양해청, 김인복, 이호앙, 박기영, 장민규, 최병규, 호태림
- 렌더링 · 효과: 오진수
- 편집: 비디오랩 김영찬
- 녹음: TJ 웍스, 김승민
- 믹싱: TJ 웍스, 김승민
- 음향 효과: 김병찬
- 음악: 이성장
- 주제가 작곡: 이성장
- 주제가 작사: 이태준
- 노래: 황하운
- 제작 홍보 · 마케팅: 이형기
- 홍보: 박정재
- 홈페이지: KBS 미디어, 정의진, 서미영
- 제작 협조: 주식회사 지오그린, 주식회사 그리고

제작 편집
- 편집 감독: 홍종만
- 컴퓨터 그래픽: 신정원
- 연출: 신동조
- 기획: 한국방송공사
- 제작: 비앤비웍스스튜디오

## 방영 목록

### 1기
| 회차       | 방영일          | 부제                   |
| ---------- | --------------- | ---------------------- |
| 1화        | 2013년 3월 19일 | 금룡이 장가간대요      |
| 2화        | 3월 26일        | 잔치잔치 열렸네        |
| 3화        | 4월 2일         | 소금 주세요            |
| 4화        | 4월 9일         | 금룡 가라사대          |
| 5화        | 4월 16일        | 금룡이네 모내기하는 날 |
| 6화        | 4월 23일        | 처제야 놀자            |
| 7화        | 4월 30일        | 색시야 내가 지켜줄게   |
| 8화        | 5월 7일         | 길순이 선보는 날       |
| 9화        | 5월 14일        | 씨암탉과 장모님        |
| 10화       | 5월 21일        | 헌 이 줄게 새 이 다오  |
| 11화       | 5월 28일        | 누나 미안해            |
| 12화       | 6월 4일         | 서리는 재미있어        |
| 13화       | 6월 11일        | 소래골 단오제          |
| 14화       | 6월 18일        | 안녕 공주마마          |
| 15화       | 6월 25일        | 백구는 내 친구         |
| 16화       | 7월 2일         | 칠월칠석               |
| 17화       | 7월 9일         | 더위야 물럿거라        |
| 18화       | 7월 16일        | 그리운 어머니          |
| 19화       | 7월 23일        | 금룡이 생일잔치        |
| 20화       | 7월 30일        | 힘내 두칠이 형         |
| 21화       | 8월 6일         | 소래골 전설            |
| 22화       | 8월 13일        | 소래골 장 서는 날      |
| 23화       | 8월 20일        | 업둥이 복덩이          |
| 24화       | 8월 27일        | 색시야 아프지 마       |
| 25화       | 9월 3일         | 벼가 익어 가면         |
| 최종화(26) | 9월 10일        | 한가위만 같아라        |

### 2기
| 회차       | 방영일          | 부제                  |
| ---------- | --------------- | --------------------- |
| 1화        | 2014년 3월 14일 | 새해 복 많이 받으세요 |
| 2화        | 3월 21일        | 새해 복 많이 받으세요 |
| 3화        | 3월 28일        | 소래골의 가을         |
| 4화        | 4월 4일         | 도둑공부              |
| 5화        | 4월 11일        | 제비야 잘 가          |
| 6화        | 4월 18일        | 메주 쑤는 날          |
| 7화        | 4월 25일        | 장원급제요            |
| 8화        | 5월 2일         | 호동아 사랑해         |
| 9화        | 5월 9일         | 김치가 좋아           |
| 10화       | 5월 16일        | 손돌바람              |
| 11화       | 5월 23일        | 겨울채비              |
| 12화       | 5월 30일        | 토끼사냥              |
| 13화       | 6월 13일        | 고뿔 걸린 금룡이      |
| 14화       | 6월 20일        | 동지팥죽              |
| 15화       | 6월 27일        | 긴긴 겨울밤아         |
| 16화       | 7월 4일         | 목구멍이 포도청       |
| 17화       | 7월 11일        | 어깨동무 내 동무      |
| 18화       | 7월 18일        | 달려라 썰매야         |
| 19화       | 7월 25일        | 고모 오래오래 사세요  |
| 20화       | 8월 1일         | 입춘대길              |
| 21화       | 8월 8일         | 정월이라 대보름날     |
| 22화       | 8월 22일        | 꽃샘추위              |
| 23화       | 8월 29일        | 개구리 잠깬 날        |
| 24화       | 9월 5일         | 경사났네 경사났어     |
| 25화       | 9월 12일        | 깨소금이 서 말이요    |
| 최종화(26) | 9월 19일        | 화전놀이 가세         |